# Rumex paraguayensis
Rumex paraguayensis är en slideväxtart som beskrevs av Parodi. Rumex paraguayensis ingår i släktet skräppor, och familjen slideväxter. Arten förekommer tillfälligt i Sverige, men reproducerar sig inte. Inga underarter finns listade i Catalogue of Life.